# Katharine Tynan
Pour les articles homonymes, voir Tynan.
Katharine Tynan, née le 23 janvier 1859, morte le 2 avril 1931, est une écrivaine irlandaise, connue principalement pour ses romans et sa poésie. Elle écrit aussi sous le nom de Katharine Tynan Hinkson, du nom de son mari. La route Katharine Tynan à Belgard, dans le Tallaght, porte son nom.

## Biographie
Katharine Tynan naît en 1859 dans une modeste famille d'agriculteurs à Dublin, dans le comté de Dublin. Elle y effectue ses études à St. Catherine's, une école conventuelle de Drogheda. Elle a seize ans lorsque la poésie qu'elle écrit est publiée pour la première fois en 1875. Elle rencontre le poète Gerard Manley Hopkins en 1886 et se lie d'amitié avec lui.
Katharine Tynan continue à jouer un rôle majeur dans les cercles littéraires de Dublin, jusqu'à ce qu'elle se marie et s'installe en Angleterre ; plus tard, elle réside à Claremorris, dans le comté de Mayo, lorsque son mari y est magistrat de 1914 jusqu'en 1919,,,,,.
Pendant quelque temps, Katharine Tynan est proche du poète et dramaturge William Butler Yeats (qui a peut-être proposé le mariage et a été rejeté, vers 1885), et elle correspond plus tard avec le poète Francis Ledwidge. Elle aurait écrit plus de cent romans. Ses poèmes rassemblés (Collected Poems) paraissent en 1930 ; elle écrit également cinq volumes autobiographiques,.
Ses poèmes sont inspirés à la fois par son catholicisme et par le nationalisme irlandais. Elle épouse en 1893 le savant, écrivain et avocat Henry Albert Hinkson (1865–1919). Parmi leurs trois enfants, Pamela Hinkson (1900-1982) est également connue comme écrivaine.
Katharine Tynan Hinkson meurt à 72 ans le 2 avril 1931 à Wimbledon, à côté de Londres.

## Œuvres
- Louise de la Vallière (1885), poèmes
- Shamrocks (1887)
- Ballads & Lyrics (1891)
- Irish Love-Songs (1892)
- A Cluster of Nuts, Being Sketches Among My Own People (1894)
- Cuckoo Songs (1894)
- Miracle Plays (1895)
- The Land of Mist and Mountain (1895)
- The Way of a Maid (1895)
- Three Fair Maids, or the Burkes of Derrymore (c.1895) illustré plus tard par G. Demain Hammond
- An Isle in the Water (1896)
- Any women(1896)
- Oh, What a Plague is Love! (1896)
- The Golden Lily (1899)
- The Dear Irish Girl (1899)
- Her Father's Daughter (1900)
- Poems (1901)
- A Daughter of the Fields (1901)
- A King's Woman (1902)
- Love of Sisters (1902)
- The Great Captain: A Story of the Days of Sir Walter Raleigh (1902)
- The Handsome Quaker, and other Stories (1902)
- The Adventures of Carlo (1903) illustré par E. A. Cubitt
- The Luck of the Fairfaxes (1904)
- A Daughter of Kings (1905)
- Innocencies (1905), poèmes
- For the White Rose (1905)
- A Little Book for Mary Gill's Friends (1905)
- The Story of Bawn (1906)
- The Yellow Domino (1906)
- Book of Memory (1906)
- Dick Pentreath (1906)
- The Cabinet of Irish Literature (4 volumes) (1906) éditrice, avec Charles Read
- The Rhymed Life of St Patrick (1907) Illustrated by Lyndsay Symington
- Twenty-One poems, selected by W. B. Yeats (Dun Emer Press, 1907)
- A Little Book of XXIV Carols (1907)
- Father Mathew (1908), biographie de Theobald Mathew
- Experiences (1908)
- A Union of Hearts (1908)
- The House of the Crickets (1908)
- Ireland (1909)
- A Little Book for John O'Mahony's Friends (1909)
- The Book of Flowers (1909) avec Frances Maitland
- Mary Gray(1909)
- A Girl of Galway
- The Rich Man
- A Red, Red Rose (c.1910)
- Heart O' Gold or the Little Princess
- The Story of Cecelia (1911)
- New Poems (1911)
- Princess Katharine (1911)
- Twenty-five Years: Reminiscences (1913)
- Irish Poems (1913)
- The Wild Harp (1913), anthologie poétique, éditrice, illustré par C. M. Watts
- A Mesalliance (1913)
- A Midsummer Rose (1913)
- The Daughter of the Manor (1914) illustré par John Campbell
- A Shameful Inheritance (1914)
- The Flower of Peace (1914), poèmes
- Mary Beaudesert, V. S. (1915)
- Flower of Youth (1915), poèmes
- The Curse of Castle Eagle (1915)
- The House of the Foxes (1915), roman
- Joining the colours (1916)
- Lord Edward: A Study in Romance (1916)
- The Holy War (Great War Poems), 1916.
- The Middle Years (1916)
- Margery Dawe (1916), illustré par Frank E. Wiles
- Late Songs (1917)
- Herb O'Grace (1918), poèmes
- The sad years (1918), avec Dora Sigerson
- The Years of the Shadow (1919)
- The Honourable Molly (1919)
- Denys the Dreamer (1920)
- The Handsome Brandons (1921), illustré par G. D. Hammond
- Bitha's Wonderful Year (1922)
- The Wandering Years (1922)
- Evensong (1922)
- White Ladies (1922)
- A Mad Marriage (1922), roman
- Memories (1924)
- Life in the Occupied Area (1925)
- The Man from Australia (1925)
- The Wild Adventure (1927)
- Twilight Songs (1927)
- The Face in the Picture (1927)
- Haroun of London (1927)
- Pat, the Adventurer (1928)
- The Respectable Lady (1928)
- The River (1929)
- Castle Perilous (1929)
- The Squire's Sweetheart (1930)
- Denise the Daughter (1930)
- Collected Poems (1930)
- The Admirable Simmons (1930)
- The Forbidden Way (1931)
- Philippa's Lover (1931)
- A Lonely Maid (1931)
- The Story of Our Lord (1932)
- The Other Man (1932)
- An International Marriage (1933)
- Londonderry Air (1935)
- The Briar Bush Maid
- A little radiant girl, illustrés par John Campbell
- A Passionate Pilgrim
- Maxims
- The Poems of Katharine Tynan (1963), édités par Monk Gibbon
- A Girls Song